# Aloina macrorrhyncha
Aloina macrorrhyncha là một loài Rêu trong họ Pottiaceae. Loài này được (Kindb.) Kindb. mô tả khoa học đầu tiên năm 1897.